# Eduardo Ramos Escobedo
Eduardo Ramos Escobedo (Mazatlán, 8 de novembro de 1949) é um ex-futebolista mexicano que atuava como defensor.

## Carreira
Manuel Nájera fez parte do elenco da Seleção Mexicana de Futebol, na Copa do Mundo de  1978. 